# Aagot Bjørnson
Aagot Bjørnson (Oslo, 20 de septiembre de 1872 – 28 de enero de 1968) fue una actriz noruega.

## Familia
Aagot Bjørnson era hija del juez Peter Elias Bjørnson y Laura Mathilde Riiser Larsen, sobrina del destacado poeta Bjørnstjerne Bjørnson y nieta del pastor Peder Bjørnson. Era hermana de la directora de teatro Inga Bjørnson y prima del almirante Hjalmar Riiser-Larsen. El 20 de mayo de 1896 se casó con el librero-editor Lars Magnus Swanstrøm (1868-1939).

## Vida y obra
Aagot Bjørnson actuó en el Teatro de Christiania, donde debutó el primer día de Año Nuevo de 1891 en el papel de Ella Brandt en la obra Vores Koner.
En la temporada de otoño de 1891, Bjørnson interpretó a Ophelia en una escena junto a Herman Bang, quien interpretó a Hamlet (en Hamlet de William Shakespeare), en el salón de conciertos de Brødrene Hals. Ese mismo año, salió de gira con una compañía del Teatro de Christiania. Actuó en Fredrikshald, Fredrikstad, Skien y Drammen junto con Olaf Hansson y Thora Hansson.
En 1895, Bjørnson dejó su puesto como actriz en el teatro.

## Roles destacados
- Ella Brandt en la obra *Vores Koner* (Teatro de Christiania, 1891).[1]
- Ophelia en *Hamlet* de William Shakespeare (salón de conciertos de Brødrene Hals, 1891).
- Signe en *En Fallit* de Bjørnstjerne Bjørnson (1891).[5]